# Fristad
Fristad (em sueco: Fristad;  PRONÚNCIA) ou Fristádio[carece de fontes?] (em latim: Fristadium) é uma localidade da província da Västergötland, na região da Gotalândia, no sul da Suécia. 
Tem 7,31 quilômetros quadrados e de acordo com o censo de 2018, havia 5 566 residentes. Está situada na margem norte do lago Öresjön, a 10 quilômetros a norte da cidade de Boras. Faz parte da comuna de Boras, pertencente ao condado da Västra Götaland. 

## Etimologia e uso
O topônimo Fristad deriva das palavras fridher (bela, excelente) e stad (local, localidade). Aparece mencionada como Fristada, em 1352. 

## Economia
A localidade de Fristad dispõe de várias empresas, entre as quais:
- Uponor Infra AB (tubos e canos de diversos materiais) [5]
- Fristad Plast (artigos de plástico; filial na China) [6]
- Sveba Dahlén (fornos e máquinas de cozinha) [7]

## Educação
Fristad tem três escolas básicas (Fristad, Gula e Asklanda), três pré-escolas (Ljungagården, Skogsstjärnan e Tallbacken)  e uma escola superior popular.

## Património turístico
Fristad dispõe de várias atrações turísticas, sendo de realçar as seguintes:
- Moinho de Mölarp (Mölarps kvarn) [10]
- Museu da História do Carrinho (Vagnshistoriska Museet) [11]
- Praia de Asklanda (Asklanda badplats, no lago Öresjön) [12]
- Praia de Skalle (Skalle badplats, no lago Öresjön) [13]
- Reserva natural de Mölarp (Mölarp) [14]

## Comunicações
Fristad é atravessada pela estrada nacional 42 (liga Boras a Trollhättan), a Estrada regional 183 (liga Fristad a Herrljunga)  e a Linha de Alvsburgo (liga Boras a Uddevalla)